# Arqueologia da morte
A Arqueologia da morte ou Arqueotanatologia é uma subárea da Bioarqueologia que se dedica ao estudo da materialidade em contextos onde há remanescentes ósseos humanos, concentrando-se, especialmente, no componente cultural do registro mortuário, complementando as investigações biológicas. Dedica-se principalmente às práticas sociais que foram elaboradas durante o processo ritual de tratamento do corpo, desde o momento da morte até sua deposição, e que permaneceram no registro arqueológico.
O ato de sepultar, acompanhado de cerimônias fúnebres, é fundamental na distinção entre humanos e animais, demonstrando a evolução cultural e social da humanidade. A "tumba com flores" do Homo Neanderthalensis em Xanidar, datada de 60.000 anos, evidencia o valor espiritual atribuído à morte. Além de marcar o fim da vida biológica, a morte redefine as regras de socialização e os sistemas de organização social de uma comunidade.
Apesar de ser um estudo que remonta ao final do século XIX, com Sir John Lubbock, a elaboração dos métodos, das técnicas empregadas e do termo arqueotanatologia somente ocorreu em 1986, por Claude Masset e Henry Duday. Na França, o estudo dos sepultamentos e suas características biológicas e culturais era chamado de anthropologie de terrain '''''.
Na Arqueologia da Morte, não há a prescrição de um ritual funerário e preparatório para a deposição do indivíduo morto. Seu escopo abrange inclusive as práticas de deposição, como valas coletivas reservadas a contextos de epidemia, campos de batalha, locais destinados a ocultação de cadáveres por mortes violentas, locais de suicídio, locais sacrificiais, entre outros.
Frequentemente, prioriza-se a análise da distribuição espacial das inumações, considerando os diferentes tipos de sepultamentos (primário, secundário, simples, duplo, múltiplo, estendido, semi-flexionado, hiperflexionado, em posição sentada ou com outros ossos parcial ou totalmente misturados), levando em conta o material cultural associado aos remanescentes ósseos humanos e observando evidências do tratamento dado aos corpos, como cremação, desmembramento e transporte.
No âmbito da Arqueologia da Morte, há outros segmentos que possuem métodos específicos de escavação, análise e interpretações dos vestígios arqueológicos associados ao remanescente ósseo humano e ao contexto em que foi encontrado, como a Arqueologia Funerária e a Arqueologia Forense.
Na Arqueologia, em especial nos contextos de morte, o entendimento do contexto é crucial, pois somente a análise dos vestígios e o estudo dos corpos humanos localizados em seu contexto é que permitirão aos profissionais da Arqueologia compreender se houve uma preparação ritual do corpo ou apenas a deposição do corpo naquele determinado local, bem como identificar os aspectos culturais envolvidos nessa deposição.
Por ser uma área interdisciplinar, os métodos e técnicas aplicados ao contexto arqueológico com remanescentes ósseos humanos são variados e dependem do direcionamento da pesquisa.  Contudo, alguns requisitos são comuns: a escavação deve ser feita, na medida do possível, sem pressa e de maneira precisa, seja ela em campo ou em laboratório. A documentação é essencial, pois após a escavação e a retirada dos vestígios e ossos não há mais como reposicioná-los precisamente, portanto a documentação deve ser minuciosa, precisa, descritiva e fotográfica, pois só assim será possível atingir algum conhecimento sobre o indivíduo inumado.
Após a escavação e a inumação, as análises esqueletais são iniciadas e permitem identificar, conforme o escopo da pesquisa, a partir da arqueometria, da tafonomia, da análise de isótopos estáveis, da análises paleogenéticas  diferentes aspectos da vida do indivíduo, tais como o número mínimo de indivíduos, o processo de formação dos contextos funerários e de sua modificação, por meio de tafonomia, paleopatologias, paleonutrição, paleodieta, afecções dentárias, condições de saúde e causa mortis.
Mesmo que o ciclo funerário e os cerimoniais não sejam identificados, é possível identificar relações culturais por meio dos remanescentes ósseos humanos a partir da sua forma de deposição. A preparação de uma cova ou sepultura, a arquitetura da construção, o local que o corpo foi depositado, a paisagem funerária, o tratamento do corpo pós-morte ou pós-enterramento, o tipo de enterramento (primário, secundário, cremação), a movimentação do corpo por processos tafonômicos antrópicos ou naturais e o culto aos mortos (não o ritual em si, mas os vestígios arqueológicos que se conservaram dele) são exemplos de elementos passíveis de análise para esse fim. Contudo, há uma dependência insolúvel da conservação desses remanescentes ósseos humanos, dos vestígios arqueológicos e da preservação do sítio em que foram localizados.
Outro aspecto importante da Arqueologia da Morte são os debates éticos contemporâneos sobre o tratamento dos remanescentes ósseos humanos em contextos de violação de Direitos Humanos. São exemplos paradigmáticos dessa questão os debates sobre a Vala clandestina dos Perus, em São Paulo, a Vala Ricardo de Albuquerque, no Rio de Janeiro, a Vala do campo de concentração do Patu, em Senador Pompeu, no Ceará, e o Cais do Valongo, no Rio de Janeiro, entre inúmeras outras em contexto brasileiro ou internacional.
Discussões recentes envolvem também a bioética, a repatriação dos remanescentes humanos, a exposição em museus de pessoas mumificadas e esqueletos humanos, e o tratamento de acondicionamento dos remanescentes ósseos em acervos, reservas técnicas e museus. É importante frisar que esses indivíduos foram pessoas com relações sociais estabelecidas, e não são espécimes exóticas para se ver em um museu.